# Cueva del Viento
La cueva del Viento (« grotte du Vent » en français) forme avec la cueva del Sobrado et quelques autres entrées connexes, le plus grand tube volcanique de l’Union européenne, et considéré comme le 6e plus grandes cavités dans la lave après les cinq situés à Hawaii. Il est également considéré comme le tube volcanique le plus complexe du monde, en raison de sa morphologie de différents niveaux et passages. Le réseau atteint 18500 m en 2021

## Localisation
La cavité se trouve dans la municipalité de Icod de los Vinos, au nord de l'île de Tenerife (Espagne). Sa formation est due aux coulées de lave du Pico Viejo, situé à proximité du Teide. 

## Description
Tout au long de ses dix-sept kilomètres, se développent trois niveaux de galeries différents, ainsi que de magnifiques phénomènes géomorphologiques, comme des puits, des terrasses et d’autres formations dans la lave.

## Paléontologie
La cueva del Viento est également un important site paléontologique ; il a livré des fossiles de grands mammifères qui vivaient dans les îles Canaries avant l'arrivée des humains. Parmi les spécimens trouvés, les plus importants sont le rat géant de Tenerife (Canariomys bravoi) et le lézard géant (Gallotia goliath).